# Magic Mike XXL
Magic Mike XXL ist eine US-amerikanische Komödie aus dem Jahr 2015. Steven Soderbergh, der beim ersten Magic-Mike-Film Regie führte, übernahm diesmal die Kamera und den Schnitt. Regie führte Gregory Jacobs, einer der vormaligen Produzenten; das Drehbuch schrieb Reid Carolin.
Der Film basiert wie bereits der Vorgänger aus dem Jahr 2012 lose auf den Erlebnissen des Hauptdarstellers Channing Tatum, der im Alter von 20 Jahren in Tampa, Florida, als Stripper arbeitete. Der Film lief am 1. Juli 2015 in den US-Kinos an. In Deutschland war er ab 23. Juli 2015 zu sehen.

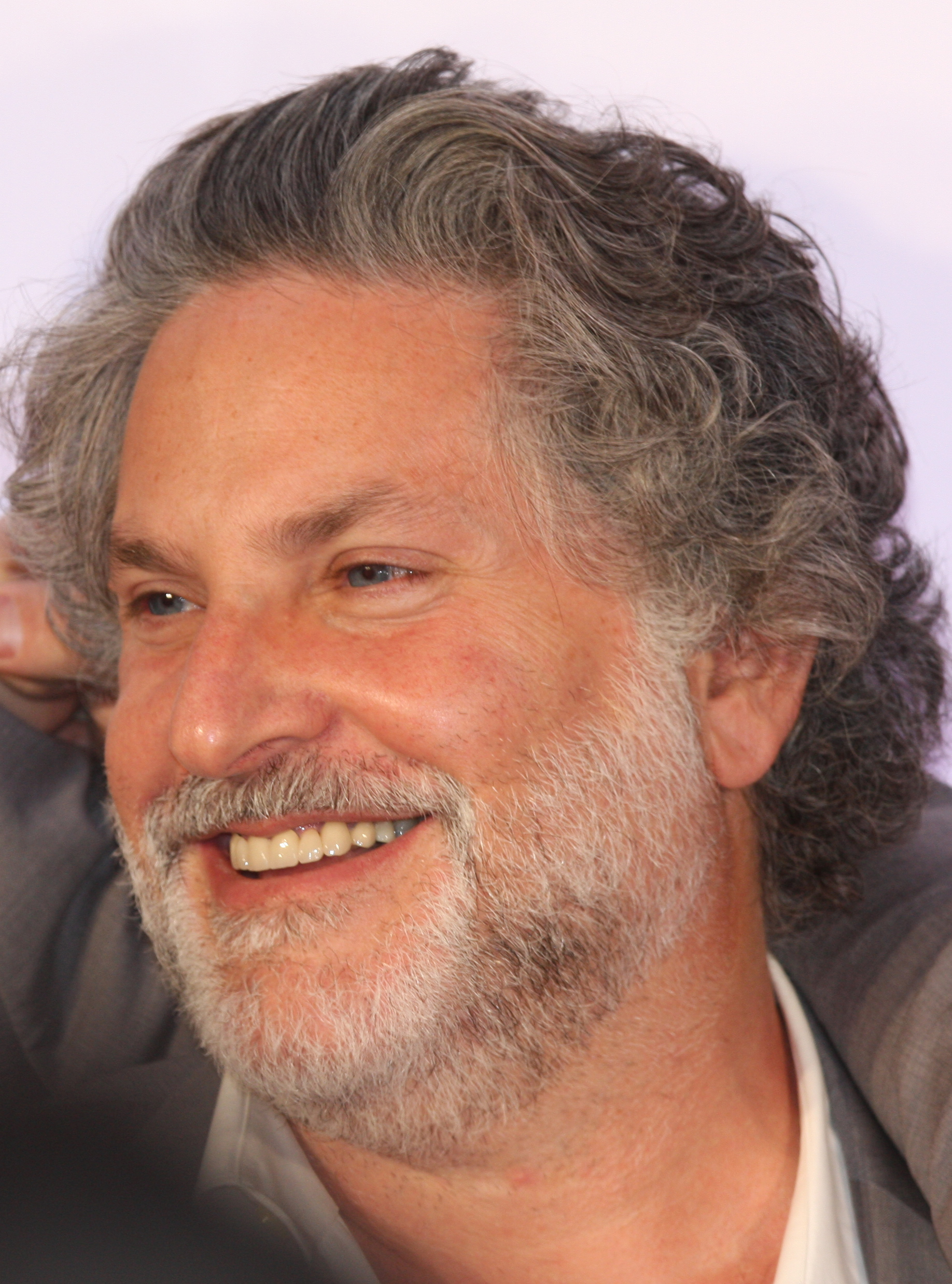
Gregory Jacobs führte Regie und produzierte den Film

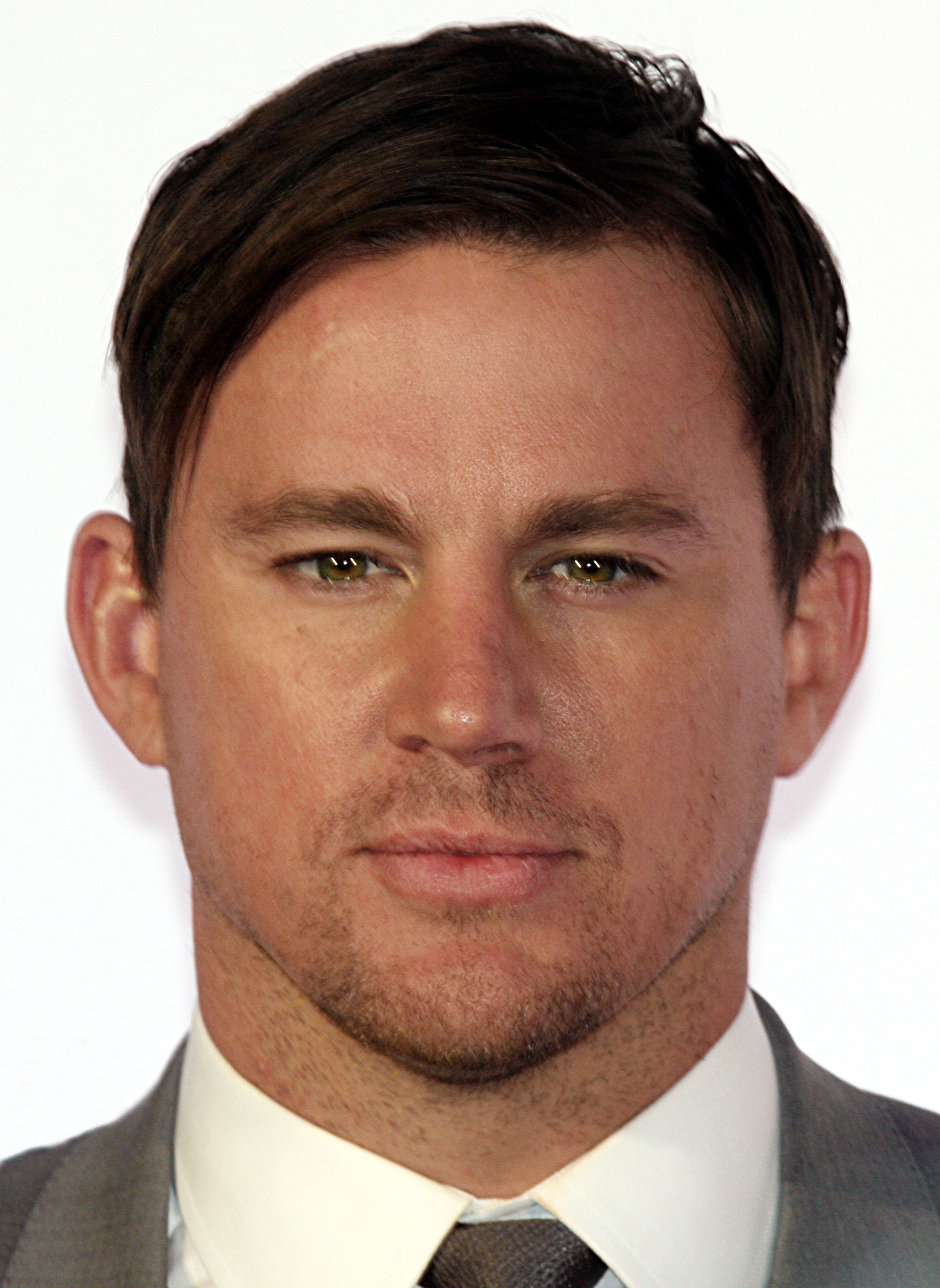
Channing Tatum spielte Magic Mike und produzierte den Film

## Handlung
Drei Jahre nachdem Mike seine Karriere als Stripper hinter sich gelassen hat, betreibt er mit mäßigem Erfolg eine kleine Möbeltischlerei. Da erreicht ihn ein Anruf von Tarzan, der ihm eröffnet, dass Dallas, sein alter Boss, von ihnen gegangen sei. Mike eilt zu seinen alten Freunden von den Kings of Tampa. Tatsächlich handelt es sich jedoch um ein Missverständnis: Dallas hat die Gruppe verlassen, um eine neue Show in Macau zu starten und hat nur „The Kid“ mitgenommen. Seine alten Freunde präsentieren ihm ihren Plan: sie wollen wie er ihre Karrieren an den Nagel hängen und planen eine grandiose Abschiedsshow in Myrtle Beach. Nach kurzem Zögern schließt sich Mike ihnen an.
Auf ihrem Roadtrip erleben sie noch weitere Abenteuer. So nimmt Mike an einem Drag-Queen-Contest teil, um die Gruppe davon zu überzeugen, dass er es ernst meint. Zudem wird der Van, mit dem sie unterwegs sind, von Tobias zerstört, als er unter Ecstasy-Einfluss einen Unfall hat. Zudem benötigen sie einen neuen MC und versuchen die Clubbesitzerin Rome zu überzeugen. Nach einigen Verwicklungen erreichen sie schließlich Myrtle Beach und liefern eine furiose, sehr erfolgreiche Show ab.

## Rezeption

### Kritiken
Während Magic Mike XXL die Kritiker von Rotten Tomatoes nicht mehr so überzeugen konnte, wie noch der Vorgänger, gefiel er dem Publikum geringfügig besser und erhielt 3,7 von 5 Sternen (26.351 Nutzer, Stand 28. Juli 2015). Ein ähnliches Bild zeigt sich bei Metacritic und Moviepilot mit einer 60-prozentigen Kritikerzustimmung, aber auch bei imdb.com (Publikum: 5,7).
Anke Sterneborg von epd Film kritisiert die Arbeit von Gregory Jacobs: Sicher, dieses Sequel war von vornherein eine riskante Angelegenheit, da hätte es jemanden mit einer guten Portion respektloser Frechheit, echtem Biss und Stil gebraucht. Stattdessen ist 'Magic Mike XXL' nur eine fade Nummernrevue geworden, ein Roadtrip mit Stationen im Schwulenclub, in einer Stripperbar und in einem Haus voller Desperate Housewives, darunter Andie MacDowell mit Südstaatenakzent.
Focus Online bemerkt, manche Szenen seien unerwartet komisch und lustig, etwa wenn Richie versuche, mit einer spontanen Stripeinlage die Mitarbeiterin der Tankstelle zum Lächeln zu bringen, Mike in seiner Werkstatt ein anzügliches Tänzchen hinlege oder man sehr ernsthaft eine Diskussion über die Backstreet Boys führe. Tatums sichtliche Freude am Tanzen sei ein weiterer großer Pluspunkt des Films. Im Fazit heißt es: Magic Mike XXL ist als reiner Frauenfilm konzipiert. Wer sich mit einem witzigen Soundtrack sowie dem Anblick durchtrainierter Sixpacks zufriedengeben kann, dafür allerdings die fehlende Handlung in Kauf nimmt, ist in der Fortsetzung des Überraschungserfolgs 'Magic Mike' genau richtig.

### Einspielergebnis
Magic Mike XXL kam am 1. Juli 2015 landesweit in die Kinos der USA und spielte am ersten Tag 9,3 Millionen US-Dollar ein. Einen Monat nach Kinostart hatte der Film weltweit über 100 Mio. US-Dollar eingespielt (Stand: 2. August 2015).

### Auszeichnungen
Teen Choice Awards 2015
- Auszeichnung in der Kategorie Choice Summer Movie Star: Male (Channing Tatum)

## Fortsetzung
Im Juni 2016 verkündete Produzent und Schauspieler Channing Tatum, dass es keinen weiteren Film über Magic Mike geben soll. Ungeachtet dessen kam der dritte Film Magic Mike: The Last Dance mit Channing Tatum am 9. Februar 2023 in die deutschen Kinos.